# Cornucopina buguloides
Cornucopina buguloides är en mossdjursart som beskrevs av Jean-Loup d'Hondt och Gordon 1996. Cornucopina buguloides ingår i släktet Cornucopina och familjen Bugulidae. Inga underarter finns listade i Catalogue of Life.